# Esgrima als Jocs Olímpics d'estiu de 1904 - Sabre
La competició de sabre masculina va ser una de les proves d'esgrima que es va disputar als Jocs Olímpics de Saint Louis de 1904. La prova es va disputar el dijous 8 de setembre de 1904, i hi van prendre part 5 tiradors de 2 nacions diferents.

## Medallistes
| Or          | Plata         | Bronze                |
| Manuel Díaz | William Grebe | Albertson Van Zo Post |

## Resultats

### Final
Díaz i Van Zo Post no es van enfrontar entre ells, ni Grebe contra Carstens. Grebe va marcar 20 contactes en els seus tres combats, mentre que Post sols en feia 18. Això va donar la medalla de plata a l'americà.
| Posició | Nom                   | Victòries | Derrotes |
| ------- | --------------------- | --------- | -------- |
| Or      | Manuel Díaz           | 3         | 0        |
| Plata   | William Grebe         | 2         | 1        |
| Bronze  | Albertson Van Zo Post | 2         | 1        |
| 4       | Theodore Carstens     | 1         | 2        |
| 5       | Arthur Fox            | 0         | 4        |